# St Austell Bay
St Austell Bay – civil parish w Anglii, w Kornwalii, położona nad zachodnim brzegiem zatoki St Austell Bay (kanał La Manche). Leży 60 km na północny wschód od miasta Penzance i 351 km na zachód od Londynu.